# Скотт Гамфріс
Скотт Гамфріс (англ. Scott Humphries; нар. 26 травня 1976) — колишній американський тенісист.
Найвищу одиночну позицію світового рейтингу — 260 місце досяг 9 вересня 1996, парну — 29 місце — 30 жовтня 2000 року.
Здобув 3 парні титули.
Найвищим досягненням на турнірах Великого шолома був півфінал в парному розряді.

## Фінали юніорських турнірів Великого шлему

### Одиночний розряд: 1 (1 перемога)
| Результат | Рік  | Турнір               | Покриття | Суперник         | Рахунок       |
| --------- | ---- | -------------------- | -------- | ---------------- | ------------- |
| Перемога  | 1994 | Вімблдонський турнір | Трава    | Марк Філіппуссіс | 7–6, 3–6, 6–4 |

### Парний розряд: 2 (2 поразки)
| Результат | Рік  | Турнір                                 | Покриття | Партнер        | Суперники                   | Рахунок       |
| --------- | ---- | -------------------------------------- | -------- | -------------- | --------------------------- | ------------- |
| Поразка   | 1993 | Відкритий чемпіонат Австралії з тенісу | Тверде   | Джиммі Джексон | Ларс Реманн Крістіан Тамб'ю | 7–6, 5–7, 2–6 |
| Поразка   | 1994 | Відкритий чемпіонат США з тенісу       | Тверде   | Пол Голдстейн  | Ніколас Лапентті Вен Еллвуд | 0–6, 2–6      |

## Фінали Туру ATP за кар'єру

### Парний розряд: 10 (3–7)
| Легенда                                          |
| ------------------------------------------------ |
| Турніри Великого шолома (0–0)                    |
| Фінали Світового туру ATP (0–0)                  |
| Фінали Світового туру ATP серії Мастерс (0–0)    |
| Фінали Світового туру ATP серії Чемпіоншип (0–2) |
| Фінали Світового туру ATP серії Інтернешнл (3–5) |

| Фінали за покриттям |
| ------------------- |
| Тверде (3–7)        |
| Ґрунт (0–0)         |
| Трава (0–0)         |
| Килим (0–0)         |

| Фінали за типом корту |
| --------------------- |
| Відкритий (2–6)       |
| Закритий (1–1)        |

| Результат | В-П | Дата             | Турнір                  | Рівень           | Покриття | Партнер           | Суперники                              | Рахунок                   |
| --------- | --- | ---------------- | ----------------------- | ---------------- | -------- | ----------------- | -------------------------------------- | ------------------------- |
| Поразка   | 0–1 | Сер 1999         | Connecticut Open, США   | Світова серія    | Тверде   | Ян-Майкл Гембілл  | Олів'є Делетр Фабріс Санторо           | 5–7, 4–6                  |
| Поразка   | 0–2 | Лис 1999         | Stockholm Open, Швеція  | Світова серія    | Тверде   | Ян-Майкл Гембілл  | Піт Норвал Кевін Ульєтт                | 5–7, 3–6                  |
| Перемога  | 1–2 | Лют 2000         | Сан-Хосе, США           | Серія Інтернешнл | Тверде   | Ян-Майкл Гембілл  | Лукас Арнольд Кер Ерік Тайно           | 6–1, 6–4                  |
| Поразка   | 1–3 | Лют 2000         | Лондон, Велика Британія | Серія Чемпіоншип | Тверде   | Ян-Майкл Гембілл  | Девід Адамс Джон-Лаффньє де Ягер       | 3–6, 7–6(9–7), 6–7(11–13) |
| Поразка   | 1–4 | Лип 2000         | Los Angeles Open, США   | Світова серія    | Тверде   | Ян-Майкл Гембілл  | Пол Кілдеррі Сендон Столл              | без гри                   |
| Поразка   | 1–5 | Connecticut Open | Connecticut Open, США   | Світова серія    | Тверде   | Ян-Майкл Гембілл  | Кевін Ульєтт Джонатан Старк (тенісист) | 4–6, 4–6                  |
| Перемога  | 2–5 | Вер 2000         | Ташкент, Узбекистан     | Серія Інтернешнл | Тверде   | Джастін Гімелстоб | Маріус Барнард Роббі Куніґ             | 6–3, 6–2                  |
| Перемога  | 3–5 | Вер 2002         | Brasil Open, Бразилія   | Світова серія    | Тверде   | Марк Мерклейн     | Густаво Куертен Андре Са               | 6–3, 7–6                  |
| Поразка   | 3–6 | Вер 2003         | Brasil Open, Бразилія   | Світова серія    | Тверде   | Марк Мерклейн     | Тодд Перрі Сімада Томас                | 2–6, 4–6                  |
| Поразка   | 3–7 | Жов 2003         | Токіо, Японія           | Серія Чемпіоншип | Тверде   | Марк Мерклейн     | Джастін Гімелстоб Ніколас Кіфер        | 7–6(8–6), 3–6, 6–7(4–7)   |

## Фінали ATP Челленджер і ITF Ф'ючерс

### Парний розряд: 27 (15–12)
| Легенда                |
| ---------------------- |
| ATP Челленджер (14–10) |
| ITF Ф'ючерс (1–2)      |

| Фінали за покриттям |
| ------------------- |
| Тверде (13–10)      |
| Ґрунт (0–1)         |
| Трава (0–1)         |
| Килим (2–0)         |

| Результат | В-П   | Дата     | Турнір                     | Рівень     | Покриття | Партнер           | Суперники                                | Рахунок                          |
| --------- | ----- | -------- | -------------------------- | ---------- | -------- | ----------------- | ---------------------------------------- | -------------------------------- |
| Перемога  | 1-0   | Сер 1995 | Бінгемтон, США             | Челленджер | Тверде   | Адам Пітерсон     | Ніл Борвік Джеймі Морґан                 | 7-6, 6-2                         |
| Перемога  | 2-0   | Сер 1996 | Бронкс, США                | Челленджер | Тверде   | Девід Ді Лусія    | Кріс Гаггард Кріс Вілкінсон              | 6-4, 6-1                         |
| Перемога  | 3-0   | Вер 1996 | Шампейн-Урбана, США        | Челленджер | Тверде   | Девід Ді Лусія    | Брендон Коуп Трей Філліпс                | 6-4, 6-2                         |
| Поразка   | 3-1   | Тра 1998 | США F1, Дельрей-Біч        | Ф'ючерс    | Ґрунт    | Майкл Гілл        | Сімон Аспелін Кріс Тонц                  | 4-6, 4-6                         |
| Перемога  | 4-1   | Чер 1998 | Ірландія F2, Дублін        | Ф'ючерс    | Килим    | Майкл Гілл        | Джефф Кутзе Дамін Робертс                | 3–6, 6–3, 6–2                    |
| Перемога  | 5-1   | Сер 1998 | Тіхуана, Мексика           | Челленджер | Тверде   | Майкл Гілл        | Мітч Спренгелмеєр Ерік Тайно             | 6-3, 6-2                         |
| Поразка   | 5-2   | Жов 1998 | Даллас, США                | Челленджер | Тверде   | Майкл Гілл        | Джаред Палмер Джонатан Старк (тенісист)  | 3-6, 4-6                         |
| Поразка   | 5-3   | Жов 1998 | Сан-Антоніо, США           | Челленджер | Тверде   | Майкл Гілл        | Девід Ді Лусія Майкл Селл                | 3-6, 1-6                         |
| Поразка   | 5-4   | Жов 1998 | Сан-Дієго, США             | Челленджер | Тверде   | Майкл Гілл        | Пол Голдстейн Адам Пітерсон              | 2-6, 5-7                         |
| Поразка   | 5-5   | Січ 1999 | США F2, Маямі              | Ф'ючерс    | Тверде   | Джим Томас        | Боб Браян Майк Браян                     | 3-6, 2-6                         |
| Поразка   | 5-6   | Чер 1999 | Сербітон, Велика Британія  | Челленджер | Трава    | Джастін Гімелстоб | Тодд Вудбрідж Скотт Дрейпер              | без гри                          |
| Перемога  | 6-6   | Лип 1999 | Аптос, США                 | Челленджер | Тверде   | Майкл Гілл        | Ліор Мор Харел Леві                      | 7–6, 1–6, 7–5                    |
| Поразка   | 6-7   | Сер 1999 | Lexington Challenger, США  | Челленджер | Тверде   | Кевін Кім         | Габріель Тріфу Майкл Селл                | 6–7, 7–6, 4–6                    |
| Поразка   | 6-8   | Лис 1999 | Андорра-ла-Велья, Андорра  | Челленджер | Тверде   | Петер Нюборґ      | Хайро Веласко мол. Хуан Ігнасіо Карраско | 5-7, 6-7                         |
| Поразка   | 6-9   | Гру 1999 | Бербанк (Каліфорнія), США  | Челленджер | Тверде   | Сесіл Маміїт      | Боб Браян Майк Браян                     | 6–7, 7–5, 1–6                    |
| Перемога  | 7-9   | Лис 2001 | Бербанк (Каліфорнія), США  | Челленджер | Тверде   | Кріс Вудруфф      | Джефф Кутзе Туомас Кетола                | 7–5, 1–6, 6–4                    |
| Перемога  | 8-9   | Лют 2002 | Джоплін (Міссурі), США     | Челленджер | Тверде   | Джастін Гімелстоб | Гленн Вейнер Паул Роснер                 | 6-4, 7-6(7–3)                    |
| Перемога  | 9-9   | Сер 2002 | Бінгемтон, США             | Челленджер | Тверде   | Пол Голдстейн     | Амір Хадад Роберт Кендрік                | 4–6, 7–6(7–1), 7-5               |
| Перемога  | 10-9  | Вер 2002 | Талса, США                 | Челленджер | Тверде   | Марк Мерклейн     | Дієґо Аяла Джейсон Маршалл               | 7–6(7–1), 6-4                    |
| Поразка   | 10-10 | Лис 2002 | Ноттінгем, Велика Британія | Челленджер | Тверде   | Марк Мерклейн     | Ешлі Фішер Стівен Гасс                   | 3-6, 6-7(5–7)                    |
| Перемога  | 11-10 | Лис 2002 | Братислава, Чехія          | Челленджер | Килим    | Марк Мерклейн     | Давід Шкох Леош Фридль                   | 3–6, 6–4, 6–2                    |
| Перемога  | 12-10 | Лют 2003 | Даллас, США                | Челленджер | Тверде   | Джастін Гімелстоб | Мартін Гарсія Грейдон Олівер             | 7–6(9–7), 7-6(7–4)               |
| Поразка   | 12-11 | Бер 2003 | Шербур, Франція            | Челленджер | Тверде   | Брендон Коуп      | Бенжамен Кассень Рік де Вуст             | 7–6(19–17), 6–7(5–7), 6-7(11-13) |
| Перемога  | 13-11 | Кві 2003 | Калабасас, США             | Челленджер | Тверде   | Джастін Гімелстоб | Кевін Кім Джим Томас                     | 6-3, 6-3                         |
| Перемога  | 14-11 | Тра 2003 | Форест-Гіллс, США          | Челленджер | Тверде   | Джастін Гімелстоб | Гантлі Монтґомері Тріпп Філліпс          | 7–6(7–1), 3–6, 6-4               |
| Поразка   | 14-12 | Лис 2003 | Ноттінгем, Велика Британія | Челленджер | Тверде   | Марк Мерклейн     | Амір Хадад Харел Леві                    | 4–6, 7–6(7–3), 3-6               |
| Перемога  | 15-12 | Лют 2004 | Вайколоа, США              | Челленджер | Тверде   | Браян Вехели      | Брендон Коуп Тревіс Перротт              | 6-3, 7-6(7–3)                    |

## Досягнення
| W | Ф | ПФ | ЧФ | #Р | КТ | К# | DNQ | A | NH |

### Одиночний розряд
| Відкритий чемпіонат Австралії з тенісу |     |     |     |     |     |     |     | 0 / 0 | 0–0 | –  |
| Відкритий чемпіонат Франції з тенісу   |     |     |     |     |     |     |     | 0 / 0 | 0–0 | –  |
| Вімблдонський турнір                   |     |     |     | К2р |     |     | К1р | 0 / 0 | 0–0 | –  |
| Відкритий чемпіонат США з тенісу       | К1р | К1р | 1р  | 1р  |     | К1р |     | 0 / 2 | 0–2 | 0% |
| В-П                                    | 0–0 | 0–0 | 0–1 | 0–1 | 0–0 | 0–0 | 0–0 | 0 / 2 | 0–2 | 0% |
| Тур ATP Мастерс 1000                   |     |     |     |     |     |     |     |       |     |    |
| Індіан-Веллс                           |     |     |     | К2р |     |     |     | 0 / 0 | 0–0 | –  |
| Відкритий чемпіонат Маямі з тенісу     |     | К1р | 1р  | К2р | К1р |     |     | 0 / 1 | 0–1 | 0% |
| Мастерс Канада                         |     |     | К2р |     |     |     |     | 0 / 0 | 0–0 | –  |
| В-П                                    | 0–0 | 0–0 | 0–1 | 0–0 | 0–0 | 0–0 | 0–0 | 0 / 1 | 0–1 | 0% |

### Парний розряд
| Відкритий чемпіонат Австралії з тенісу |                  |                  |                  |                  |                  |                  | 3р  | ПФ  | 1р           | 1р           | 1р           | 0 / 5  | 6–5   | 55% |
| Відкритий чемпіонат Франції з тенісу   |                  |                  |                  |                  |                  | 1р               | 1р  | 1р  | 2р           | 1р           | 1р           | 0 / 6  | 1–6   | 14% |
| Вімблдонський турнір                   |                  |                  | 2р               |                  |                  | 1р               | 1р  | 1р  | 2р           | 1р           | ЧФ           | 0 / 7  | 5–7   | 42% |
| Відкритий чемпіонат США з тенісу       | 1р               | 1р               | К2р              |                  |                  | 2р               | 2р  | 1р  | 2р           | 1р           | 1р           | 0 / 8  | 3–8   | 27% |
| В-П                                    | 0–1              | 0–1              | 1–1              | 0–0              | 0–0              | 1–3              | 3–4 | 4–4 | 3–4          | 0–4          | 3–4          | 0 / 26 | 15–26 | 37% |
| Тур ATP Мастерс 1000                   |                  |                  |                  |                  |                  |                  |     |     |              |              |              |        |       |     |
| Індіан-Веллс                           |                  |                  | К1р              |                  |                  |                  | 1р  | 1р  |              |              |              | 0 / 2  | 0–2   | 0%  |
| Відкритий чемпіонат Маямі з тенісу     |                  | 1р               |                  | 2р               |                  | 1р               | 3р  | 3р  | 1р           | 1р           |              | 0 / 7  | 4–7   | 36% |
| Монте-Карло                            |                  |                  |                  |                  |                  |                  | 2р  | 2р  |              |              |              | 0 / 2  | 2–2   | 50% |
| Рим                                    |                  |                  |                  |                  |                  |                  | 1р  | 1р  |              |              |              | 0 / 2  | 0–2   | 0%  |
| Гамбург                                | Не серія Мастерс | Не серія Мастерс | Не серія Мастерс | Не серія Мастерс | Не серія Мастерс | Не серія Мастерс | 2р  | 2р  |              |              |              | 0 / 2  | 2–2   | 50% |
| Мастерс Канада                         |                  |                  |                  |                  |                  |                  |     | 2р  |              |              |              | 0 / 1  | 1–1   | 50% |
| Мастерс Цинциннаті                     |                  |                  |                  |                  |                  | К1р              | 1р  | 1р  |              |              |              | 0 / 2  | 0–2   | 0%  |
| Штутгарт                               | Не серія Мастерс | Не серія Мастерс | Не серія Мастерс | Не серія Мастерс | Не серія Мастерс | Не серія Мастерс | 1р  |     | Не проводили | Не проводили | Не проводили | 0 / 1  | 0–1   | 0%  |
| Мастерс Париж                          |                  |                  |                  |                  |                  |                  | 1р  |     |              |              |              | 0 / 1  | 0–1   | 0%  |
| В-П                                    | 0–0              | 0–1              | 0–0              | 1–1              | 0–0              | 0–1              | 4–8 | 4–7 | 0–1          | 0–1          | 0–0          | 0 / 20 | 9–20  | 31% |

### Мікст
| Турнір                                 | 1995 | 1996 | 1997 | 1998 | 1999 | 2000 | 2001 | 2002 | 2003 | 2004 | SR     | В-П   | % виграшів |
| -------------------------------------- | ---- | ---- | ---- | ---- | ---- | ---- | ---- | ---- | ---- | ---- | ------ | ----- | ---------- |
| Відкритий чемпіонат Австралії з тенісу |      |      |      |      |      |      | 1р   |      |      |      | 0 / 1  | 0–1   | 0%         |
| Відкритий чемпіонат Франції з тенісу   |      |      |      |      |      | 2р   | 1р   |      |      |      | 0 / 2  | 1–2   | 33%        |
| Вімблдонський турнір                   |      |      |      |      | 2р   |      | 1р   |      | ЧФ   | 2р   | 0 / 4  | 5–4   | 56%        |
| Відкритий чемпіонат США з тенісу       | 1р   |      |      | 1р   | ЧФ   | 2р   |      |      |      | 2р   | 0 / 5  | 4–5   | 44%        |
| В-П                                    | 0–1  | 0–0  | 0–0  | 0–1  | 3–2  | 2–2  | 0–3  | 0–0  | 3–1  | 2–2  | 0 / 12 | 10–12 | 45%        |